# بهش میگم
« بهش میگم» تک‌آهنگی از هنرمند اهل کانادا سلین دیون است که در ۱۱ اکتبر ۲۰۰۴ منتشر شد.